# Polana na Kordowcu

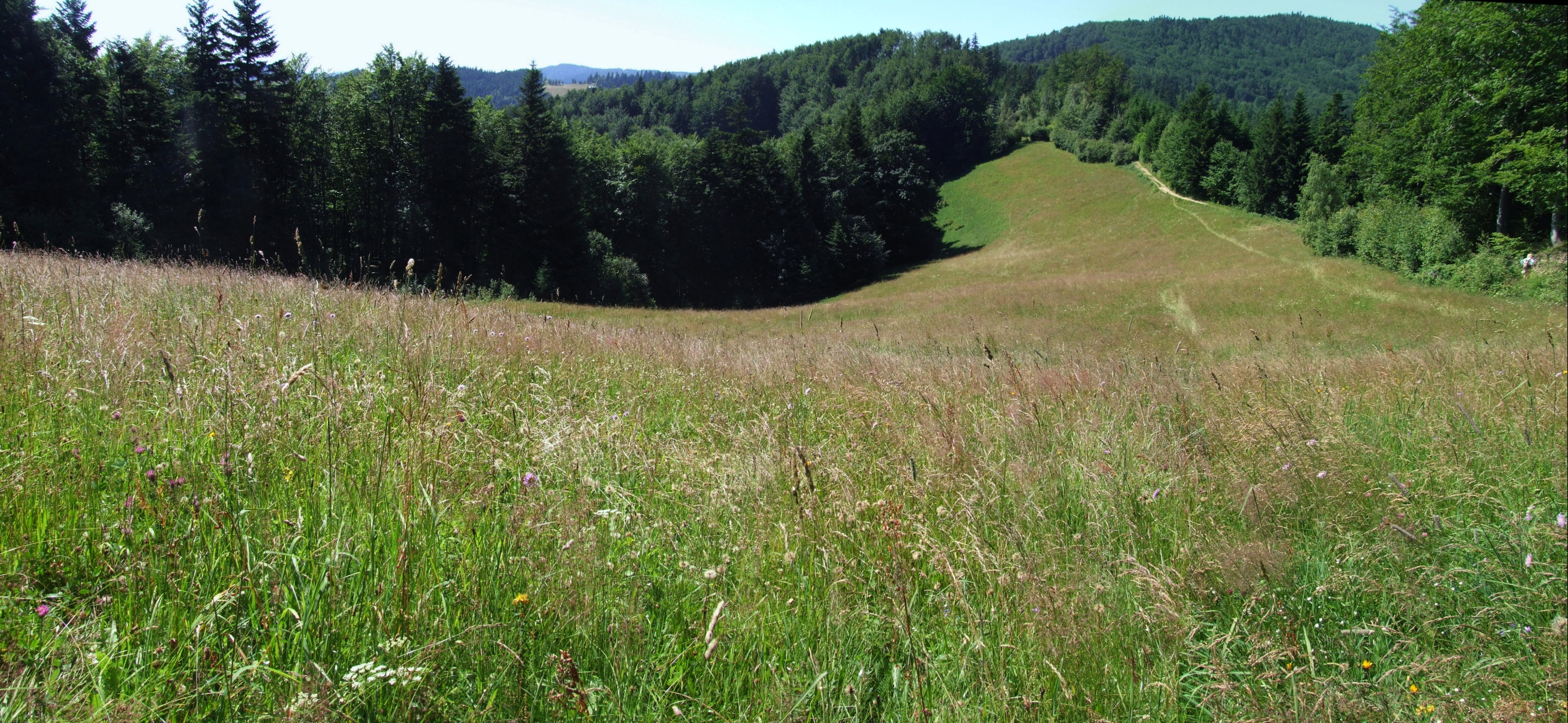
Polana na południowo-wschodnich stokach Kordowvca Widok na polanę Niemcowa i zalesiony szczyt Kiczory

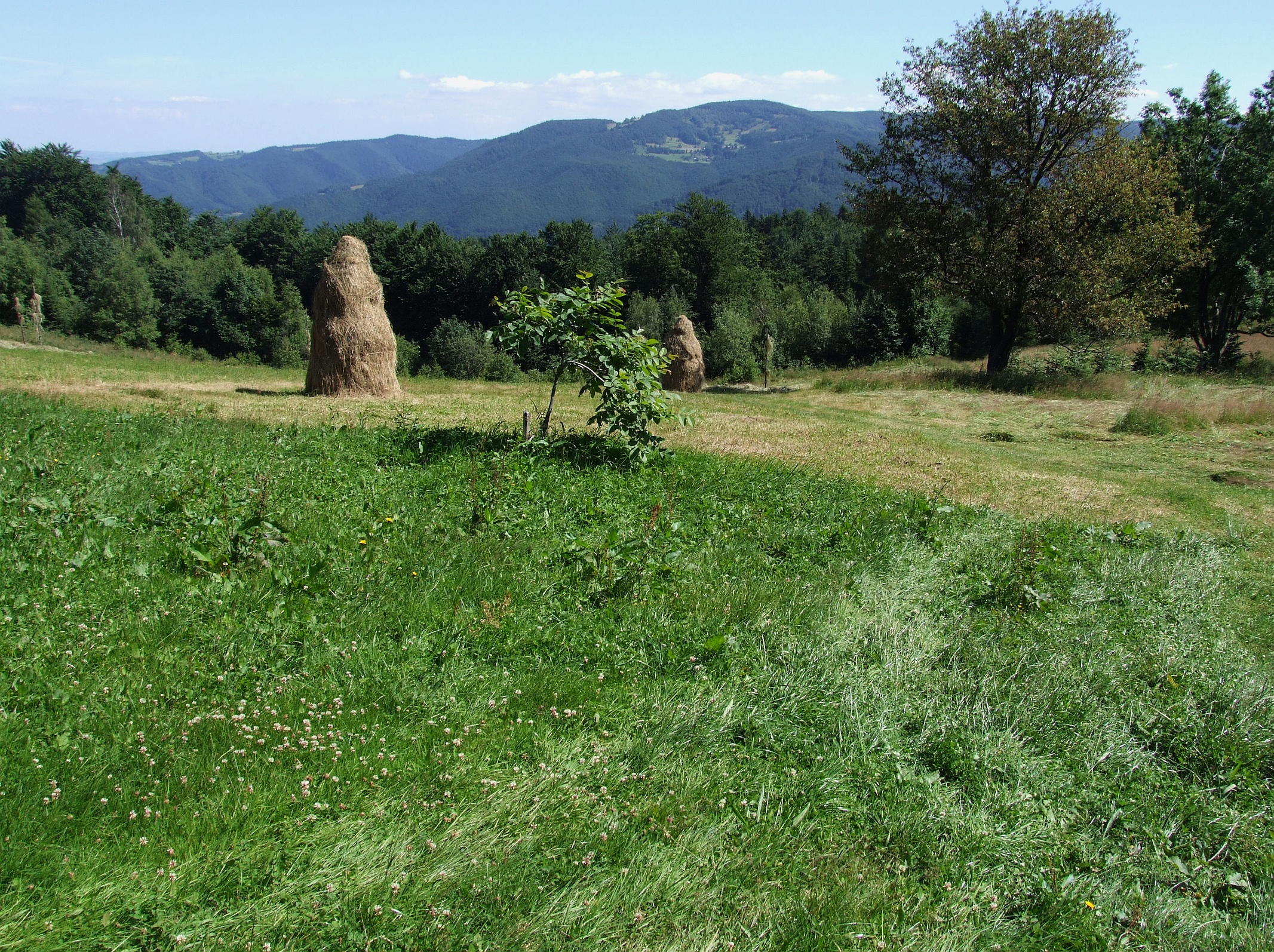
Widok z polany na Kordowcu na Pasmo Jaworzyny

Polana na Kordowcu – duża polana na szczycie i podwierzchołkowych stokach Kordowca (763 m) w Beskidzie Sądeckim w Paśmie Radziejowej. Główna część polany znajduje się na tuż pod wierzchołkiem Kordowca, na północnych, opadających do doliny Popradu stokach. W dolnej części polany ma swoje źródła potok Kordowiec.
Znajduje się na Kordowcu (część wsi Młodów w województwie małopolskim, w powiecie nowosądeckim, w gminie Piwniczna-Zdrój). Na polanie jest jedno gospodarstwo oraz budynek dawnej szkoły, która działała w latach 1961–1976 (została tutaj przeniesiona z wyższej polany Niemcowa, na której istniała od 1936). Później w budynku tym działało sezonowe schronisko agroturystyczne „Chata Kordowiec” (obecnie nieczynne).
Z północnych stoków polany rozciąga się rozległy widok na dolinę Popradu, Beskid Wyspowy i pobliskie Pasmo Jaworzyny. Druga część polany znajduje się na południowo-wschodnich, podwierzchołkowych stokach Kordowca, na grzbiecie łączącym go z Niemcową (przy niebieskim szlaku turystycznym). Z polany tej rozciąga się ograniczony widok na Niemcową z jej polanami i porosnięty lasem szczyt Kiczory.
W 2010 polana na Kordowcu była jeszcze koszona.

## Piesze szlaki turystyczne[1]
Rytro – Kordowiec – Niemcowa – Wielki Rogacz – Radziejowa (Główny Szlak Beskidzki)
- z Rytra 1.50 h (↓ 1:25 h)
- z Niemcowej 0.40 h (↑ 0:50 h), z Wielkiego Rogacza 1:25 h (↑ 1:45 h)

 (szlak gminny) Rytro PKP – Kordowiec
- z Rytra 1:40 h (↓ 1:15 h)

 (szlak gminny) Sucha Struga (Kretówki) – Młodów PKP – Kordowiec
- z Młodowa 1:20 h (↓ 1 h), z Kretówek 2:20 h (z powrotem 2:20 h)